# Verbascum dirmilense
Verbascum dirmilense är en flenörtsväxtart som beskrevs av Hub.-mor.. Verbascum dirmilense ingår i släktet kungsljus, och familjen flenörtsväxter. Inga underarter finns listade i Catalogue of Life.